# Harold H. Kelley
Harold Harding Kelley (* 16. Februar 1921 in Boise (Idaho); † 29. Januar 2003 in Malibu) war ein US-amerikanischer Sozialpsychologe und Professor für Psychologie an der University of California, Los Angeles. Seine Hauptbeiträge waren die Entwicklung der Interdependenztheorie, die frühen Arbeiten zur Attributionstheorie und sein Interesse am Verständnis enger Beziehungsprozesse.

## Leben
Er besuchte das Bakersfield Junior College, wo er 1942 den Bachelor ablegte. Dann studierte er Psychologie an der University of California, Berkeley, 1943 legte er dort den Master ab. Kelley wurde vom Aviation Psychology Program der Air Force dienstverpflichtet, um Verwendungsentscheidungen zu fällen. Nach dem Krieg schrieb er sich am Massachusetts Institute of Technology (MIT) im Center for Group Dynamics ein, dem Kurt Lewin vorstand. Hier legte er den Ph.D. 1948 ab. Das Center zog 1949 zum Institute for Social Research an der University of Michigan um. 1950 wurde er Assistant Professor an der Yale University, wo er mit Carl Hovland und Irving Janis das Werk Communication and Persuasion schrieb. 1955 wechselte er zur University of Minnesota. Mit John W. Thibaut schrieb er The Social Psychology of Group. Dann ging er zur UCLA, wo er bis zum Ruhestand 1991 blieb.

## Werk
Ein erster Schwerpunkt seiner Arbeit  bezog sich auf das Thema Problemlösungen und Prozesse in Gruppen; hier arbeitete er langjährig mit John Thibaut zusammen. Das Ergebnis waren mehrere Publikationen im Handbook of Social Psychology (1954) und weiteren eigenständigen Arbeiten, die zu den einflussreichsten Werken der Sozialpsychologie wurden. Dabei entwickelten sie eine soziale Austauschtheorie, die auf verschiedenste Gebiete angewendet werden konnte.
Seine weiteren Forschungen bezogen sich auf die Art und Weise, wie wir Kausalität attribuieren. Damit erweiterte er die Attributionstheorie von Fritz Heider zu einem Kovariationsmodell mit den Dimensionen Konsensus, Distinktheit und Konsistenz: Ein bestimmtes Verhalten wird möglichen Ursachen zugeschrieben, die zur gleichen Zeit auftreten. Die Ursachen für ein Ergebnis können der Person (intern), dem Stimulus (extern), den Umständen oder einer Kombination dieser Faktoren zugeschrieben werden. Zuschreibungen werden auf der Grundlage der oben genannten drei Kriterien vorgenommen.
Diese Konzeptualisierungen und die möglichen Anwendungen der Interdependenztheorie und der Attributionstheorie auf das „wirklichen Leben“ führten dazu, dass Kelley die Interaktionen und Wahrnehmungen junger Paare in Harmonie und Konflikt sowie die Art und Weise, wie sie Konflikte aushandelten und zu lösen versuchten untersuchte. Dies führte dazu, dass er sowohl die Attributions- als auch die Interdependenztheorie im Kontext enger Beziehungen ausarbeitete. Er regte damit die Untersuchung von Themen an, die in der Sozialpsychologie lange Zeit ignoriert wurden, wie z. B. Anziehung, Liebe, Bindung, Macht und Konflikte in Beziehungen usw., und führte zur Gründung einer neuen International Society for the Study of Personal Relationships.
Nach seiner Pensionierung brachte Kelley eine Gruppe führender Forscher zusammen, um ein ehrgeiziges Projekt in Angriff zu nehmen: die Erstellung einer Taxonomie prototypischer sozialer Situationen, die abstrakt aus theoretisch unterschiedlichen Mustern der gegenseitigen Abhängigkeit abgeleitet wurden.

## Ehrungen
- 1999: Cooley-Mead Award der American Sociological Association
- 1989: William James Fellow Award der Association for Psychological Science (APA)
- 1981: Mitglied der John Simon Guggenheim Memorial Foundation
- 1978: Mitglied der National Academy of Sciences
- 1976: Mitglied der American Academy of Arts and Sciences
- 1971: Distinguished Scientific Contribution Award der American Psychological Association[2]
- Preis der Society of Experimental Social Psychology
- Preis der Society for the Psychological Study of Social Issues
- Preis der Society for the Study of Personal Relationships

## Publikationen (Auswahl)
- Hovland, C.I., Janis I.L., Kelley, H.H. (1953): Communication and persuasion. New Haven: Yale University Press.
- Thibaut, J.W.; Kelley, H.H. (1959): The social psychology of groups. New York: Wiley.
- Kelley, H.H., Thibaut, J.W. (1978): Interpersonal relations: A theory of interdependence. New York: Wiley-Interscience.
- Kelley, H.H. (1979): Personal relationships: Their structures and processes. Hillsdale, N.J.: Erlbaum Associates.
- Kelley, H.H., Berscheid, E., Christensen, A., Harvey, J.H., Huston, T.L., Levinger, G., McClintock, E., Peplau, L.A. & Peterson, D.R. (1983): Close Relationships. New York: W.H. Freeman. ISBN 978-0-7167-1442-2
- Kelley, H.H., Holmes, J.G., Kerr, N.L., Reis, H.T., Rusbult, C.E. & Van Lange, P.A.M. (2003): An Atlas of Interpersonal SItuations. New York: Cambridge University Press.

## Privates
In Delano, sein Vater hatte hier ein Weingut betrieben, lernte er seine High-School-Liebe Dorothy kennen; die beiden heirateten und blieben einander 61 Jahren verbunden. Sie haben drei Kinder, Ann, Sten und Megan Kelley, und fünf Enkelkinder.